# Dilophus dichromatus
Dilophus dichromatus är en tvåvingeart som beskrevs av Hardy 1968. Dilophus dichromatus ingår i släktet Dilophus och familjen hårmyggor. Inga underarter finns listade i Catalogue of Life.